# Indiaas korfbalteam
Het Indiaas korfbalteam is een team van korfballers dat India vertegenwoordigt in internationale wedstrijden. De verantwoordelijkheid van het Indiaas korfbalteam ligt bij de Korfball Federation of India.

## Geschiedenis
Korfbal werd in India geïntroduceerd in 1979, als eerste land in Azië. Deze introductie vond plaats vanuit Nederland en België dat van korfbal een mondiale sport wilde maken. 
Sinds 1979 wordt korfbal in India gespeeld in 27 staten door het land, waarbij elke staat hun eigen vereniging heeft die toernooien of evenementen kan organiseren. Korfbal wordt in India ook voornamelijk gespeeld op scholen en universiteiten.
Het eerste internationale toernooi waar India aan meedeed waren de World Games van 1985. 
India debuteerde in 1991 op het wereldkampioenschap en nam deel aan zes opeenvolgende WK's. Vanaf 2015 werd de concurrentie in Azië groter, waardoor India een aantal WK's miste. Vanaf 2023 is India weer terug op het toneel van het Wereldkampioenschap.
India was een aantal keer het organiserende land van een internationaal korfbalevenement. Zo organiseerde het WK van 1995 en organiseerde het tweemaal het Aziatisch-Oceanisch kampioenschap korfbal, namelijk in 1992 en 2002.

## Resultaten op de wereldkampioenschappen
| Wereldkampioenschap korfbal |               |             |               |
| Jaar                        | Kampioenschap | Gastheer    | Klassering    |
| 1978                        | 1e WK         | Nederland   | Geen deelname |
| 1984                        | 2e WK         | België      | Geen deelname |
| 1987                        | 3e WK         | Nederland   | Geen deelname |
| 1991                        | 4e WK         | België      | 11e plaats    |
| 1995                        | 5e WK         | India       | 12e plaats    |
| 1999                        | 6e WK         | Australië   | 11e plaats    |
| 2003                        | 7e WK         | Nederland   | 14e plaats    |
| 2007                        | 8e WK         | Tsjechië    | 12e plaats    |
| 2011                        | 9e WK         | China       | 13e plaats    |
| 2015                        | 10e WK        | België      | Geen deelname |
| 2019                        | 11e WK        | Zuid-Afrika | Geen deelname |
| 2023                        | 12e WK        | Taiwan      | 19e plaats    |

## Resultaten op de Wereldspelen
| Wereldspelen |                  |                       |               |
| Jaar         | Kampioenschap    | Gastland              | Klassering    |
| 1985         | 2e Wereldspelen  | Londen (Engeland)     | 6e plaats     |
| 1989         | 3e Wereldspelen  | Karlsruhe (Duitsland) | Geen deelname |
| 1993         | 4e Wereldspelen  | Den Haag (Nederland)  | Geen deelname |
| 1997         | 5e Wereldspelen  | Lahti (Finland)       | Geen deelname |
| 2001         | 6e Wereldspelen  | Akita (Japan)         | Geen deelname |
| 2005         | 7e Wereldspelen  | Duisburg (Duitsland)  | Geen deelname |
| 2009         | 8e Wereldspelen  | Kaohsiung (Taiwan)    | Geen deelname |
| 2013         | 9e Wereldspelen  | Cali (Colombia)       | Geen deelname |
| 2017         | 10e Wereldspelen | Wroclaw (Polen)       | Geen deelname |
| 2022         | 11e Wereldspelen | Birmingham (VS)       | Geen deelname |
| 2025         | 12e Wereldspelen | Chengdu (China)       | Geen deelname |

## Resultaten op de Aziatisch-Oceanische kampioenschappen
| Aziatisch-Oceanisch kampioenschap korfbal |               |               |               |
| Jaar                                      | Kampioenschap | Gastland      | Klassering    |
| 1990                                      | 1e AOKK       | Indonesië     | Geen deelname |
| 1992                                      | 2e AOKK       | India         | Brons         |
| 1994                                      | 3e AOKK       | Australië     | Geen deelname |
| 1998                                      | 4e AOKK       | Zuid-Afrika   | Brons         |
| 2002                                      | 5e AOKK       | India         | Brons         |
| 2004                                      | 6e AOKK       | Nieuw-Zeeland | Geen deelname |
| 2006                                      | 7e AOKK       | Hongkong      | Brons         |
| 2010                                      | 8e AOKK       | China         | 5e plaats     |
| 2014                                      | 9e AOKK       | Hongkong      | Geen deelname |
| 2018                                      | 10e AOKK      | Japan         | Geen deelname |
| 2022                                      | 11e AOKK      | Thailand      | 5e plaats     |